# Анисимово (Кемеровская область)
Анисимово — село в Новокузнецком районе Кемеровской области. Входит в состав Красулинского сельского поселения.

## География
Центральная часть населённого пункта расположена на высоте 220 метров над уровнем моря.

## Население
По данным Всероссийской переписи населения 2010 года, в селе Анисимово проживает 283 человека (148 мужчин, 135 женщин).